# Sarumaru no Taifu

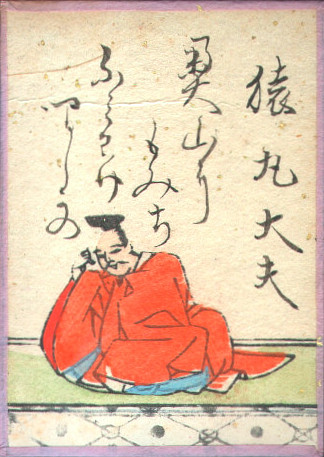
Sarumaru Dayū, del Ogura Hyakunin Isshu.

Sarumaru no Taifu (猿丸大夫?   , también Sarumaru no Dayū) fue un poeta waka japonés de principios del período Heian. Fue designado miembro de los treinta y seis poetas inmortales, aunque no existen historias o leyendas sobre él. Existe la posibilidad de que incluso fuera otra persona, entre los que se menciona al Príncipe Yamashiro no Ōe.